# Mia (singel)
"Mia" -- drugi singel amerykańskiej alternatywnometalowej (grającej ówcześnie hard rock) grupy Chevelle z ich debiutanckiej płyty Point #1.

## Teledysk
Klip do tej piosenki został całkowicie wykonany w technice animacji poklatkowej, niczym teledyski zespołu Tool.